# Robert Royal
Robert Shelton Royal (* 15. Mai 1979 in New Orleans, Louisiana) ist ein ehemaliger US-amerikanischer American-Football-Spieler auf der Position des Tight Ends. Er spielte insgesamt neun Jahre in der National Football League (NFL).

## Frühe Jahre
Royal ging in seiner Geburtsstadt New Orleans auf die Highschool. Später besuchte er die Louisiana State University.

## NFL

### Washington Redskins
Royal wurde im NFL-Draft 2002 in der fünften Runde an 160. Stelle von den Washington Redskins ausgewählt. In seinen vier Jahren bei den Redskins mauserte er sich zum Stammspieler. In der Saison 2004 konnte er vier Touchdowns verbuchen; sein persönlicher Bestwert.

### Buffalo Bills
Am 11. März 2006 unterschrieb Royal einen Vertrag bei den Buffalo Bills. Auch hier war er Stammspieler, wurde jedoch am 26. Februar 2009 entlassen.

### Cleveland Browns
Am 5. März 2009 unterzeichnete er einen Vertrag bei den Cleveland Browns. Am 9. Februar 2011 wurde er entlassen.